# Clima dell'Azerbaigian

Mappa dell'Azerbaigian secondo la classificazione climatica di Köppen.

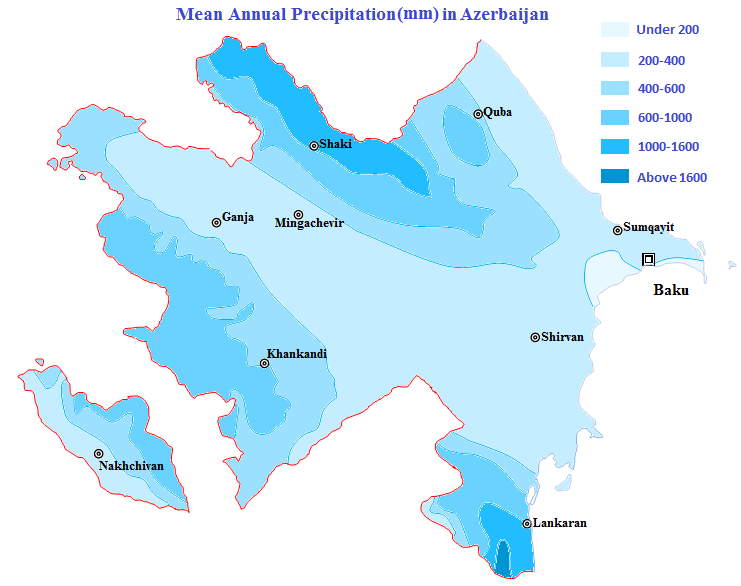
Precipitazioni medie annue in Azerbaigian (mm).

Il clima dell'Azerbaigian è molto vario. Nove delle undici zone climatiche esistenti sono presenti in Azerbaigian.

## Geografia
L'Azerbaigian è situato all'estremità settentrionale della zona subtropicale, nella parte sud-orientale del Caucaso e nella parte nord-occidentale dell'altopiano iranico. La complicata posizione geografica e il paesaggio, la vicinanza del Mar Caspio, l'effetto delle radiazioni solari, le masse d'aria di diversa origine e altri fattori contribuiscono alla sua diversità climatica.

### Paesaggio
L'Azerbaigian è un paese prevalentemente montano ed è circondato dal Caucaso maggiore, dal Caucaso minore, dai monti Talish e dalle montagne del Iran settentrionale. La pianura di Kura-Aras, tra il Caucaso maggiore e minore, si estende fino al Mar Caspio nella parte orientale del paese. Il Grande Caucaso, situato nel nord del paese e che si estende da nord-ovest a sud-est, protegge il paese dalle influenze dirette delle masse di aria fredda del nord. Ciò porta alla formazione di un clima subtropicale sulla maggior parte delle zone pedemontane e delle pianure del paese. Anche altre catene montuose che circondano il paese influenzano la circolazione dell'aria. La complessità del paesaggio provoca la formazione disomogenea di zone climatiche e crea zone climatiche verticali.

### Radiazione solare

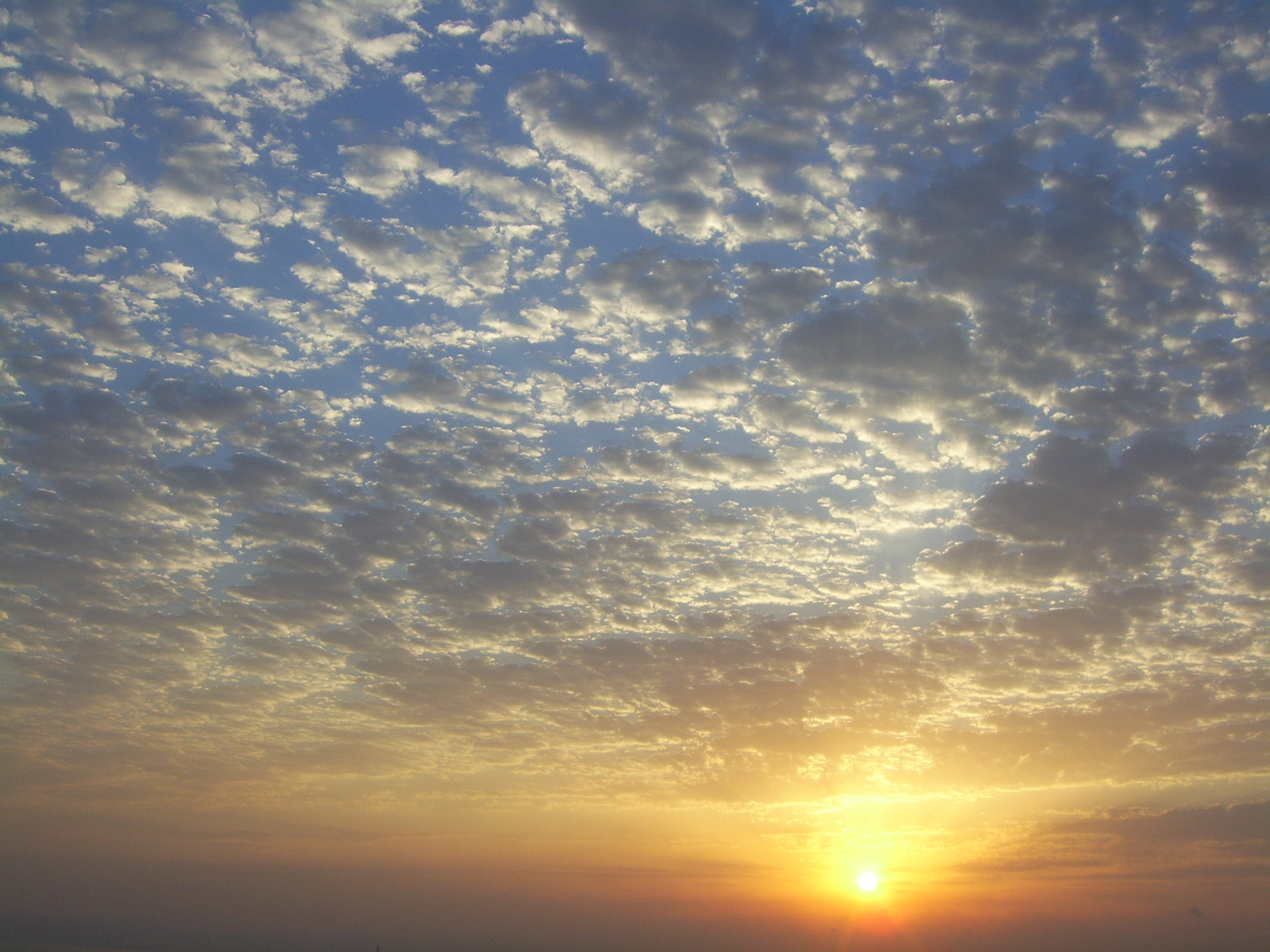
I tramonti in Azerbaigian sono spesso molto colorati.

Le pianure e le colline ai piedi dell'Azerbaigian hanno alti tassi di insolazione. Il sole splende da 2.200 a 2.400 ore all'anno sulla pianura di Kura-Aras, sulla penisola di Apsheron e su altre pianure e colline pedemontane, e tra le 2.600 e le 2.800 ore nelle pianure intorno al fiume Araz nella regione del Nakhchivan. A causa della maggiore nuvolosità nelle regioni montuose, queste aree ricevono solo da 1.900 a 2.200 ore di luce solare diretta.
Il sole splende da 2.200 a 2.500 ore all'anno ad altitudini superiori a 3000 metri. La radiazione annuale totale è pari a 128–132 kcal / cm 2. Verso le montagne, scende a 120-124 kcal / cm 2, ad un'altitudine compresa tra 500 e 600 meri sul livello del mare, quindi aumenta gradualmente e raggiunge 140–150 kcal / cm2 ad altitudini superiori a 3000 metri nel Caucaso maggiore e minore.
La quantità totale di radiazione solare che colpisce le pianure dell'Araz nel Nakhchivan è pari a 148–150 kcal / cm 2. Aumenta in montagna, raggiungendo 152-160 kcal / cm 2. La radiazione solare sulle pianure e nelle zone pedemontane dell paese ammonta a 40-50 kcal / cm 2; a Lenkoran, 50–60 kcal / cm 2; in montagna, 15–25 kcal / cm 2.

### Circolazione delle masse d'aria
La formazione del clima in Azerbaigian è influenzata da varie masse d'aria. Le masse d'aria fredda, come la Kara e gli anticicloni artici scandinavi, gli anticicloni siberiani temperati e le Azzorre marittime influenzano al massimo il clima. Allo stesso modo fanno sentire la loro influenza le masse d'aria calda tropicale (anticicloni subtropicale e cicloni meridionali), così come gli anticicloni dell'Asia centrale e le condizioni meteorologiche locali. Queste masse d'aria penetrano nel paese in vari modi per via della varianza geografica della regione. Sebbene non impediscano alle masse calde di entrare nell'Azerbaigian da sud, le masse d'aria continentale e marittima fredde causano cambiamenti nelle proprietà di quelle masse d'aria calda e influenzano la dinamica dell'atmosfera.

## Aspetti principali
I fattori che influenzano il clima dell'Azerbaigian sono principalmente la temperatura, le precipitazioni, l'umidità, il tasso di evaporazione e la copertura delle nuvole.

### Temperature

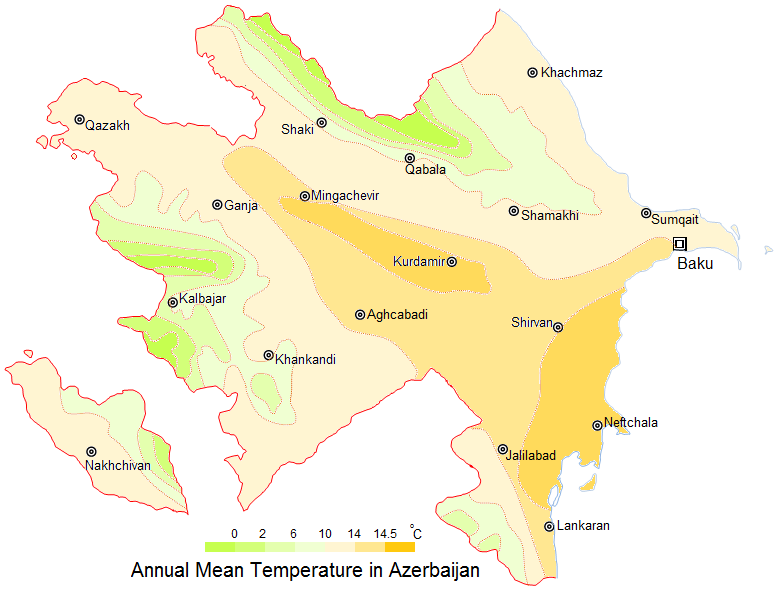
Temperatura media annuale in Azerbaigian (°C).

Il regime termico e la sua distribuzione è regolare in tutto l'Azerbaigian e dipende dalle caratteristiche delle masse d'aria che entrano nel paese, dal paesaggio regionale e dalla vicinanza al Mar Caspio. Il mare fa diminuire le temperature nelle aree marittime (entro un raggio di circa 20 km di distanza dal mare) in estate e le fa aumentare in inverno. Allo stesso tempo, il mare modera l'influenza delle masse d'aria calda e secca provenienti dall'Asia centrale. La temperatura media annuale è di 14-15 °C nella pianura del Kura-Aras, nelle regioni costiere a sud della penisola di Apsheron e nella pianura di Lankaran. La temperatura diminuisce approssimandosi alle montagne, mantenendo una media di 4-5 °C ad un'altitudine di 2000 metri e di 1-2 °C a 3000 metri.
Sia la temperatura minima assoluta (- 33 °C) che la temperatura massima assoluta (46 °C) sono state registrate nei distretti di Culfa e di Ordubad.

### Precipitazioni
Le precipitazioni annue massime si registrano a Lankaran (1600–1800 mm) mentre le minime nella penisola di Absheron (200–350 mm).

## Tipi di clima

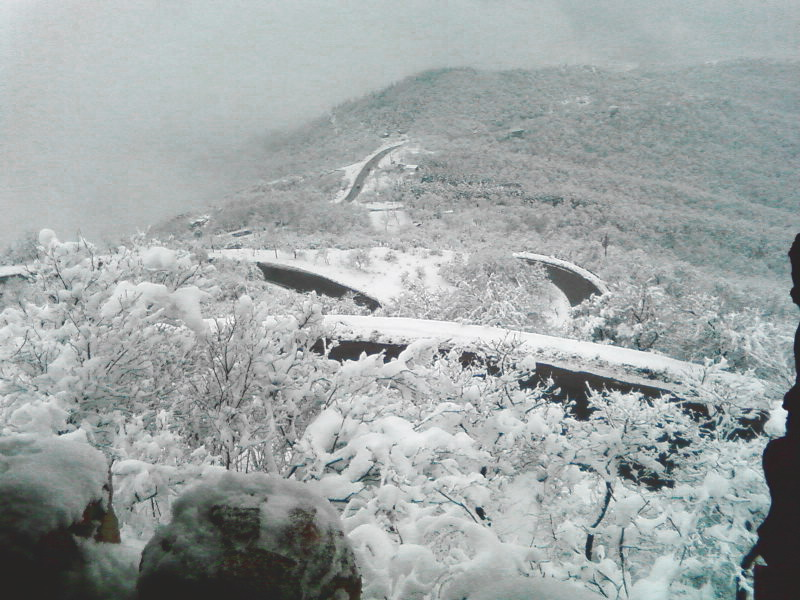
Paesaggio invernale nel distretto di Şamaxı.

Tenendo conto della distribuzione e delle caratteristiche del tempo, della temperatura, dell'umidità e delle precipitazioni, in Azerbaigian si possono trovare 9 degli 11 tipi climatici della classificazione climatica di Köppen. Molti di questi sono divisi in sottotipi.
I climi semi-desertici e secchi della steppa coprono:
- le pianure centrali del Kura fino a 400 metri;
- la zona del Caspio dalla foce del fiume Samur al golfo di Gizilagaj;
- le pianure del Nakhchivan lungo il fiume Araz e le valli dei monti Talish sotto i 1000 metri.

Le precipitazioni annuali rappresentano dal 15 al 50 percento della possibile evaporazione. Gli inverni sono generalmente moderatamente freddi (più rigidi lungo le piane del fiume Araz e nelle valli dei monti Talish). Le estati possono essere molto calde, superando a volte i 40 °C.
Un clima moderato con inverni miti e secchi copre:
- le colline meridionali del Grande Caucaso sotto i 1000 metri;
- la valle Ganikh-Eyrichay tra 200 e 500 metri;
- le colline settentrionali e orientali del Piccolo Caucaso tra 400 e 1500 metri.

Le precipitazioni annuali rappresentano dal 50 al 100 percento della possibile evaporazione in questa zona climatica.
Un clima moderatamente caldo con estati secche copre:
- la regione Lankaran-Astara.

Le precipitazioni annuali rappresentano dal 100 al 150 percento o più della possibile evaporazione. Gli inverni sono freddi, le estati calde e secche e gli autunni piovosi. Il periodo da maggio ad agosto è generalmente secco, e richiede un'irrigazione artificiale.
Gli inverni freddi e asciutti coprono:
- le colline sud-est del Grande Caucaso tra 1000 e 2700 metri
- le regioni montuose del Caucaso minore tra 1400 e 2700 metri.

Le precipitazioni annuali rappresentano dal 75 al 100 percento della possibile evaporazione. Le estati sono fresche e l'inverno è mite.
Un clima freddo con estati fresche e secche copre:
- le montagne del Nakhchivan tra 1000 e 3000 metri.

Le precipitazioni annuali rappresentano dal 50 al 100 percento della possibile evaporazione. Le estati sono fresche e l'inverno è abbastanza freddo per la neve.
Un clima moderato con uguale distribuzione delle precipitazioni copre:
- le foreste montuose del sud tra 600 e 1500 metri
- le colline a nord-est del Grande Caucaso tra 200 e 500 metri.

Le precipitazioni annuali rappresentano dal 75 al 100 percento della possibile evaporazione nelle colline del sud e dal 50 al 100 percento nelle colline del nordest. Gli inverni sono freschi, le estati calde.
Un clima freddo con forti precipitazioni durante tutto l'anno si verifica:
- nelle colline meridionali del Grande Caucaso che includono zone forestali, subalpine e alpine tra 1500 e 2700 metri.

Le precipitazioni annuali rappresentano oltre il 150-200 percento della possibile evaporazione. Gli inverni sono freddi, le estati fresche.
La tundra alpina copre:
- le aree del Caucaso maggiore e minore sopra i 2700 metri
- la regione di Nakhchivan sopra i 3200 metri.
- Le precipitazioni annuali rappresentano oltre il 100-200 percento della possibile evaporazione. Gli inverni e le estati sono entrambi freddi. In alcuni punti, la neve non si scioglie fino all'inverno successivo.